# ガンリキ 警部補・鬼島弥一
『ガンリキ 警部補・鬼島弥一』（ガンリキ けいぶほ・きじまやいち）は、2012年から2013年までテレビ東京・BSジャパン共同制作「水曜ミステリー9」で放送された刑事ドラマシリーズ。全3回。主演は中村梅雀。

## 登場人物

### 警視庁中央港湾警察署
鬼島弥一（きじま やいち）
演 - 中村梅雀
刑事第二課の刑事。階級は警部補。並外れた眼力を持つ優秀な刑事だが、相当な変わり者であることから警察内部、とりわけ警視庁上層部から煙たがられている。
宮下健吾（みやした けんご）
演 - モト冬樹
刑事課課長。
尾崎
演 - 倉一平
刑事。
佐藤淳
演 - 日向とめ吉
刑事。

### 警視庁捜査一課第二強行犯捜査第三係
落合七海（おちあい ななみ）
演 - 黒川芽以
先月から第三係に配属された刑事（第1作）。弥一の相棒兼お目付け役で、弥一から「七海」と呼ばれている。
神田一郎
演 - 萬雅之（第2作・第3作）
刑事。
奈良橋
演 - 内山翔人
刑事。
島田和夫
演 - 鈴木秀人
刑事。
山形篤則（やまがた あつのり）
演 - 布施博
第三係長。弥一を煙たがっている。

### 警視庁捜査一課
三島紀子（みしま のりこ）
演 - 宝積有香
管理官。弥一の眼力を評価している。

### その他
片桐貴子（かたぎり たかこ）
演 - 田中律子
弥一が行きつけにしている、お食事処「月よし」の女将。
鬼島小夜子（きじま さよこ）
演 - 田中美奈子
弥一の妻。第1作の4年前に死亡。なお、医師の田代真帆とは、担当医と患者の関係だった。

### ゲスト
第1作「優秀？変人？鋭い眼力の持ち主!? 梵字とカレーの謎？」（2012年）
- 田代真帆（青葉大学付属病院 循環器内科 医師） - 小野真弓
- 川澄龍一（武夫と菜穂子の長男・いずみ野総合病院 外科医） - 窪塚俊介
- 仁志文哉（青葉大学付属病院 外科医・真帆の元恋人） - 少路勇介
- 恵子（ネイリスト） - 小川麻琴
- 川澄京子（龍一の妻・未来堂出版 編集部員） - 建みさと
- 橋本（大学の梵字の研究者） - 丸岡奨詞
- 寺田（未来堂出版 編集長・京子の上司） - 浅見小四郎
- 刑事 - 嶋尾康史
- 雅子（元ホステス） - 西川美也子
- 弥一に声をかけられた男性 - 久松龍一
- 京子の遺体を発見した作業員 - ガンジー
- ハイカー - 西尾くみこ
- 篠山敏子（篠山の妻・7年前死亡） - 泉山千恵
- 川澄菜穂子（武夫の妻・料理研究家） - 烏丸せつこ
- 川澄武夫（ノンフィクション作家） - 清水綋治
- 篠山雄介（青葉大学付属病院 院長） - 大和田伸也

第2作「迷走した殺意！女を騙す疑惑のセレブ殺人事件！密室プールの死体が最後に見た哀しい愛の真実」（2012年）
- 北村志保（キタムラプランニング 社長） - 筒井真理子
- 氷川真澄（氷川真澄法律事務所 弁護士・中央タワーマンション 1302号室の入居者） - 大家由祐子
- 水野佐知子（倒産した会社の元社長） - 内田春菊
- 友利有紀子（主婦） - 中村綾
- 河原（中央タワーマンション 管理人） - 越村公一
- 島崎克也（氷川真澄法律事務所 弁護士助手） - 青山草太
- 西山高次（志保の秘書） - 石井英明
- 青木茂幸（喫茶店「珈琲ルアン」マスター・青木法律事務所 元弁護士） - 勝野洋
- 岡島ルリ子（キタムラプランニングの被害者の会のメンバー） - 中野若葉
- 北野（官僚・中央タワーマンション 503号室の入居者） - 小林功
- 桑田（コスモスマネジメント 社員） - 大地黎
- 田倉（田倉刃物店 店主） - 芹沢礼多
- 作業員 - 高橋K太
- 沙耶香（OL） - 城戸梨沙
- OL - 伊石真由
- 清水百合絵（喫茶店「珈琲ルアン」アルバイト・コスモスマネジメント 元清掃係） - りりィ

第3作「疑惑の女！練炭殺人の完全犯罪!? 幸せの誤算…花壇が語る連続不審死の真相」（2013年）
- 河合美鈴（圭介の愛人） - 床嶋佳子
- 三田村圭介（FMB投資信託 総務課長） - 川野太郎
- 北川重行（FMB投資信託 営業部員） - 水上剣星
- 理沙（クラブ「理沙」ママ） - 片岡明日香
- 三田村百合子（圭介の妻） - 梶原真弓
- 志乃（認知症の老人） - 池田道枝
- 芳枝（佳澄の母） - 駒塚由衣
- 桜井恭子（美鈴の隣人） - 大和なでしこ
- 大川（美鈴の元恋人） - 掛田誠
- 宮司 - 川口啓史
- スポーツ用品店店長 - 小林功
- 君江（志乃の娘） - 持田雅代
- 品川（奥多摩警察署 刑事） - 朝倉一
- ホームセンター店員 - 長島竜也
- 佳澄（クラブ「理沙」ホステス） - 上田亜希子
- 産婦人科 - 宮内里沙
- 三田村祐介（圭介と百合子の息子） - 吉田憲祐
- 三田村加奈（圭介と百合子の娘） - 川本まゆ
- 警察官 - 大平健斗
- M&N社員 - 早乙女猛雄
- 長野治（FMB投資信託 営業部長） - 木下ほうか

## スタッフ
- 脚本 - 石原武龍
- 監督 - 中野昌宏
- 技術協力 - ビデオフォーカス
- 編集 - 村山勇二
- MA - 河野弘貴
- チーフプロデューサー - 小川治（テレビ東京）
- プロデューサー - 阿部真士（テレビ東京）、見留多佳城、神崎良
- 制作 - テレビ東京、BSジャパン、G・カンパニー

## 放送日程
| 話数 | 放送日         | サブタイトル                                                                           | 脚本     | 監督     |
| ---- | -------------- | -------------------------------------------------------------------------------------- | -------- | -------- |
| 1    | 2012年01月18日 | 優秀？変人？鋭い眼力の持ち主!? 梵字とカレーの謎？                                      | 石原武龍 | 中野昌宏 |
| 2    | 11月14日       | 迷走した殺意！女を騙す疑惑のセレブ殺人事件！密室プールの死体が最後に見た哀しい愛の真実 | 石原武龍 | 中野昌宏 |
| 3    | 2013年07月10日 | 疑惑の女！練炭殺人の完全犯罪!? 幸せの誤算…花壇が語る連続不審死の真相                   | 石原武龍 | 中野昌宏 |